# De beneficiis
De beneficiis (Over de gunsten of Over de weldaden) is een moraalfilosofisch essay geschreven door de Romeinse stoïcijn Lucius Annaeus Seneca tussen de jaren 56 en 64. 

## Context
Seneca schreef De beneficiis tijdens het principaat van Nero en droeg het op aan Aebutius Liberalis, een vermogende ridder afkomstig uit Lugdunum. Het werk stond in een Grieks-Romeinse traditie van geschriften over dankbaarheid, die auteurs omvatte als Theofrastos en Epikouros, maar dichter bij zijn tijd ook Demetrios en Chrysippos, die hij aanhaalde. De meest besproken auteur was Hekaton van Rhodos, van wie een verloren werk over de plichten bekend is (Perì toù Kathèkontos). Over dat onderwerp ging ook De officiis van Cicero.

## Inhoud
In het werk, dat zeven boeken beslaat, neemt Seneca de dynamiek van geven en krijgen onder de loep: hoe kan iemand waardig gunsten en geschenken verlenen en hoe kunnen ze eervol in ontvangst worden genomen? In zijn onderzoek heeft hij aandacht voor de diensten en wederdiensten tussen patroni en clientes, maar ook voor de minder vanzelfsprekende mogelijkheden voor gunsten van zonen aan vaders, of van slaven aan meesters. Seneca verwerpt de wederkerigheid van do ut des en stelt dat het ware geven zonder bijbedoelingen of verwachtingen van tegenprestatie gebeurt. Geven is een deugd op zich en vindt vervulling in zichzelf. Het moreel goede ervan ligt in de welwillende, altruïstische intentie van de gever, niet in het materiële object van zijn gave. Aan de kant van de ontvanger moet er dankbaarheid zijn, ook weer vrij van bijgedachten. De ontvanger moet oprechte dank uitspreken zonder kruiperigheid of arrogantie. Vrijgevigheid zal op zijn beurt nieuwe gunsten teweegbrengen, maar dit natuurlijke proces moet niet worden verward met een baatzuchtige ingesteldheid. Er ontstaan ketens van belangeloze weldaden die voor sociale cohesie zorgen zonder dat ze "besmet" zijn door economische berekening. Seneca doorspekt zijn werk met voorbeelden van vooral oud-Romeinse helden en beklaagt zich doorlopend over het zedenverval van zijn eigen tijd. 

## Receptie
Het oudste manuscript waarin de tekst is overgeleverd, is de Codex Nazarianus van ca. 800. Hij is gemaakt in Milaan en kwam via de Abdij van Lorsch terecht in de Vaticaanse Bibliotheek.
Het werk was van invloed op Michel de Montaigne en werd ook gebruikt door de Franse antropoloog Marcel Mauss in zijn Essay over de gift (1924).

## Uitgave
- Seneca, Moral essays, vol. III, vert. John W. Basore, Loeb Classical Library, 1958

## Nederlandse vertaling
- Seneca, De kunst van het geven, vert. Vincent Hunink, 2022. ISBN 9789025315825 (selectie)